# Espacio B-convexo
En análisis funcional, los espacios B-convexos (o también B convexos) son una clase de espacios de Banach. El concepto de B convexidad fue definido y utilizado por Anatole Beck en 1962 para caracterizar los espacios de Banach que cumplen la ley de los grandes números. Por consiguiente, se entiende por B-convexidad una abreviatura de convexidad de Beck.
Fue precisamente Beck quien demostró el siguiente teorema: un espacio de Banach es B-convexo si y solo si cada secuencia independiente, simétrica, uniformemente acotada y variable aleatoria de Radon en ese espacio satisface la ley fuerte de los grandes números.
Sea X un espacio de Banach con norma || ||. Se dice que X es B-convexo si para algunos ε  > 0 y algunos números naturales n, es cierto que siempre que x1, ..., xn sean elementos de la 1-esfera de X, existe una opción de signos α1, ..., αn ∈ {−1, +1} tal que:
{\displaystyle \left\|\sum _{i=1}^{n}\alpha _{i}x_{i}\right\|\leq (1-\varepsilon )n.}
Autores posteriores han demostrado que la B convexidad es equivalente a otras propiedades importantes en la teoría de los espacios de Banach. Gilles Pisier demostró que ser B-convexo y tener tipo de Rademacher {\displaystyle p>1} eran propiedades equivalentes en los espacios de Banach.